# Истора Гелора Бунг Карно
Спортски стадион Гелора Бунг Карно (индонежански: Istana Olahraga Gelora Bung Karno, скраћено Istora), (раније названа Историа Сенајан између 1969. и 2001. године) је затворена арена која се налази у спортском комплексу Гелора Бунг Карно  у Џакарти, Индонезија. Капацитет арене након поновног отварања 2018. године је 7.166 мјеста. Ова арена се обично користи за бадминтонске турнире, посебно за БВФ турнире Индонезије Опен од 1982. и Индонезије Мастерс од 2018. године, као и за мушку кошаркашку репрезентацију Индонезије. Први догађај одржан у овој арени био је Томас куп 1961. године.
Такође је коришћен током Азијских игара 1962. године и реновиран је за издање 2018. године. Њен први догађај након реновирања био је Мастерс Индонезије 2018. године. Током последњих Игара, био је домаћин бадминтонских и каснијих фаза кошаркашких такмичења.
Арена је првобитно била планирана да буде домаћин Свјетског првенства у кошарци ФИБА 2023. године и да постане једини индонежански стадион у заједничкој кандидатури три земље, али је премештена у новоизграђену арену унутар комплекса. Умјесто тога, била је домаћин ФИБА Азијског купа 2022. године.

## Историјат
Као дипломирани архитекта и грађевински инжењер, Сукарно је предложио локацију спортског центра у близини булевара М. Х. Тамрина и Ментенга (Карет, Пеџомпонган или Дукух Атас) за Азијске игре 1962. године. Затим га је пратио Фридрих Силабан да хеликоптером прегледа локацију предложеног спортског комплекса. Силабан се није сложио са избором Дукух Атаса јер је тврдио да би изградња спортског комплекса у центру будућег центра града потенцијално створила огромне саобраћајне гужве. Сукарно се сложио са Силабановом препоруком и умјесто тога доделио пројекат подручју Сенајан са површином од приближно 300 хектара.
Изградња спортског комплекса почела је 8. фебруара 1960. године, а изградња Исторе завршена је 21. маја 1961. године, на вријеме за одржавање Томас купа 1961. године, који је одржан у јуну те године.
Током ере Новог поретка, због политике десукарноизације коју је спровела војна хунта под Сухартом, комплекс је преименован у Спортски комплекс Гелора Сенајан, а Истора је такође преименована у Историа Сенајан 1969. године. Међутим, име спортског комплекса (и Исторе) је вратио тадашњи индонежански предсједник Абдурахман Вахид 17. јануара 2001. године. иако се име Истора Сенајан и даље неформално користи.
Истора је имала затворени хол у облику латиничног слова У причвршћен на својој предњој страни од неког времена послије 1960-их до 2016. године. Суд и трибина били су окружени вишефункционалним просторијама. Оне су срушене током накнадне реновације. Просторије су уграђене испод трибине, без остављања других зграда повезаних са њом.
Реновирање Исторе од 2016. до 2018. године за Азијске игре 2018. године коштало је 132 милијарде рупија (око 10 милиона америчких долара по тадашњем курсу), смањујући капацитет са 9.500 на око 7.000 гледалаца. Током посљедње реновације, већ су била постављена нека делфт плава појединачна сједишта на средњем дијелу западне и источне трибине, заједно са жутим (4 угла) и зеленим (средњи дио сјеверне и јужне трибине) дрвеним трибинама. Она су отписана и замењена појединачним сједиштима, која се састоје од 3 нијансе сиве. Међутим, да би се сачувало сјећање на стару Истору, постоји пет редова сједишта са новим потпуно смеђим дрвеним трибинама, постављеним близу капије 1.

## Значајни међународни спортски догађаји
Бадминтон:
- Отворено првенство Индонезије (од 1982.)
- Индонезија Мастерс (од 2018)
- Томас куп (1961., 1967., 1973. и 1979.)
- Убер куп (1975)
- Томас и Убер куп (1986, 1994, 2004 и 2008)
- Судирман куп (1989)
- Светско првенство у бадминтону 2015.
- ИБФ светско првенство 1980. и 1989.
- ИБФ светско јуниорско првенство 1992.

Вишеструки догађаји:
- Азијске игре 1962. и 2018.
- Азијске паралимпијске игре 2018.

Вушу:
- Светско првенство у вушуу 2015.

Кошарка:
- ФИБА Азијски куп 2022.

## Галерија
- Генерал Насутион, предсједник Привремене народне консултативне скупштине
- Стадион у јануару 2008.
- Предњи хол стадиона; срушен је током реновирања 2016–18.
- Стадион у марту 2016.
- Унутрашњост стадиона током Индонезиа Мастерс 2018.